# Regierung Ahern II
Die Regierung Ahern II war die 26. Regierung der Republik Irland, sie amtierte vom 6. Juni 2002 bis zum 14. Juni 2007.
Die von 1997 bis 2002 regierende Koalition aus Fianna Fáil (FF) und Progressive Democrats (PD) konnte bei der Parlamentswahl am 17. Mai 2002 zulegen. Fianna Fáil gewann 82, die Progressive Democrats 8 der 166 Mandate. Die Koalition wurde fortgesetzt und Taoiseach (Ministerpräsident) Bertie Ahern (FF) wurde am 6. Juni 2002 vom Dáil Éireann, dem irischen Parlament, mit 93 zu 68 Stimmen wiedergewählt. Die Minister wurden am selben Tag gewählt und von der Staatspräsidentin ernannt. Die Staatsminister wurden am 6. und 19. Juni ernannt. Bei der Parlamentswahl am 24. Mai 2007 büßten die Regierungsparteien ihre Mehrheit ein, Fianna Fáil errang 78 Mandate, die Progressive Democrats erhielten nur noch 2 Sitze. Beide Parteien bildeten gemeinsam mit den Grünen, die 6 Abgeordnete stellten, eine Koalition unter Bertie Ahern.

## Zusammensetzung
| Minister                                                                                   | Minister         | Minister | Minister           | Minister | Minister           |
| Amt                                                                                        | Name             | Partei   | Amtszeit           | Amtszeit | Amtszeit           |
| ------------------------------------------------------------------------------------------ | ---------------- | -------- | ------------------ | -------- | ------------------ |
| Taoiseach (Ministerpräsident)                                                              | Bertie Ahern     | FF       | 6. Juni 2002       | –        | 14. Juni 2007      |
| Tánaiste (Vizeministerpräsident/-in)                                                       | Mary Harney      | PD       | 6. Juni 2002       | –        | 12. September 2006 |
| Tánaiste (Vizeministerpräsident/-in)                                                       | Michael McDowell | PD       | 12. September 2006 | –        | 12. September 2006 |
| Außenminister                                                                              | Brian Cowen      | FF       | 6. Juni 2002       | –        | 29. September 2004 |
| Außenminister                                                                              | Dermot Ahern     | FF       | 29. September 2004 | –        | 14. Juni 2007      |
| Minister/-in für Bildung und Wissenschaft                                                  | Noel Dempsey     | FF       | 6. Juni 2002       | –        | 29. September 2004 |
| Minister/-in für Bildung und Wissenschaft                                                  | Mary Hanafin     | FF       | 29. September 2004 | –        | 14. Juni 2007      |
| Finanzminister                                                                             | Charlie McCreevy | FF       | 6. Juni 2002       | –        | 29. September 2004 |
| Finanzminister                                                                             | Brian Cowen      | FF       | 29. September 2004 | –        | 14. Juni 2007      |
| Minister/-in für Gesundheit und Kinder                                                     | Micheál Martin   | FF       | 6. Juni 2002       | –        | 29. September 2004 |
| Minister/-in für Gesundheit und Kinder                                                     | Mary Harney      | PD       | 29. September 2004 | –        | 14. Juni 2007      |
| Minister für Justiz, Gleichstellung und Rechtsreform                                       | Michael McDowell | PD       | 6. Juni 2002       | –        | 14. Juni 2007      |
| Minister für Kunst, nationales Erbe, die Gaeltacht und die Inseln                          | Éamon Ó Cuív     | FF       | 6. Juni 2002       | –        | 19. Juni 2002      |
| Minister für Gemeinwesen, ländliche Angelegenheiten und die Gaeltacht                      | Éamon Ó Cuív     | FF       | 19. Juni 2002      | –        | 29. September 2004 |
| Minister für Landwirtschaft, Ernährung und ländliche Entwicklung                           | Joe Walsh        | FF       | 6. Juni 2002       | –        | 19. Juni 2002      |
| Minister/-in für Landwirtschaft und Ernährung                                              | Joe Walsh        | FF       | 19. Juni 2002      | –        | 29. September 2004 |
| Minister/-in für Landwirtschaft und Ernährung                                              | Mary Coughlan    | FF       | 29. September 2004 | –        | 14. Juni 2007      |
| Minister/-in für Meeresangelegenheiten und Bodenschätze                                    | Dermot Ahern     | FF       | 6. Juni 2002       | –        | 19. Juni 2002      |
| Minister für Kommunikation, Meeresangelegenheiten und Bodenschätze                         | Dermot Ahern     | FF       | 19. Juni 2002      | –        | 29. September 2004 |
| Minister für Kommunikation, Meeresangelegenheiten und Bodenschätze                         | Noel Dempsey     | FF       | 29. September 2004 | –        | 14. Juni 2007      |
| Minister für öffentliche Unternehmen                                                       | Séamus Brennan   | FF       | 6. Juni 2002       | –        | 19. Juni 2002      |
| Verkehrsminister                                                                           | Séamus Brennan   | FF       | 19. Juni 2002      | –        | 29. September 2004 |
| Verkehrsminister                                                                           | Martin Cullen    | FF       | 29. September 2004 | –        | 14. Juni 2007      |
| Ministerin für Soziales, Gemeinwesen und Familien                                          | Mary Coughlan    | FF       | 6. Juni 2002       | –        | 19. Juni 2002      |
| Minister/-in für Soziales und Familien                                                     | Mary Coughlan    | FF       | 19. Juni 2002      | –        | 29. September 2004 |
| Minister/-in für Soziales und Familien                                                     | Séamus Brennan   | FF       | 29. September 2004 | –        | 14. Juni 2007      |
| Minister für Tourismus, Sport und Erholung                                                 | John O’Donoghue  | FF       | 6. Juni 2002       | –        | 19. Juni 2002      |
| Minister für Kunst, Sport und Tourismus                                                    | John O’Donoghue  | FF       | 19. Juni 2002      | –        | 14. Juni 2007      |
| Minister für Umwelt und örtliche Verwaltung                                                | Martin Cullen    | FF       | 6. Juni 2002       | –        | 10. Juni 2003      |
| Minister für Umwelt, nationales Erbe und örtliche Verwaltung                               | Martin Cullen    | FF       | 10. Juni 2003      | –        | 29. September 2004 |
| Minister für Umwelt, nationales Erbe und örtliche Verwaltung                               | Dick Roche       | FF       | 29. September 2004 | –        | 14. Juni 2007      |
| Minister/-in für Unternehmen, Handel und Beschäftigung                                     | Mary Harney      | PD       | 6. Juni 2002       | –        | 29. September 2004 |
| Minister/-in für Unternehmen, Handel und Beschäftigung                                     | Micheál Martin   | FF       | 29. September 2004 | –        | 14. Juni 2007      |
| Verteidigungsminister                                                                      | Michael Smith    | FF       | 6. Juni 2002       | –        | 29. September 2004 |
| Verteidigungsminister                                                                      | Willie O’Dea     | FF       | 29. September 2004 | –        | 14. Juni 2007      |
| Staatsminister                                                                             |                  |          |                    |          |                    |
| Amt                                                                                        | Name             | Partei   | Amtszeit           | Amtszeit | Amtszeit           |
| Staatsminister/-in beim Taoiseach                                                          | Mary Hanafin     | FF       | 6. Juni 2002       | –        | 29. September 2004 |
| Staatsminister/-in beim Taoiseach                                                          | Dick Roche       | FF       | 6. Juni 2002       | –        | 29. September 2004 |
| Staatsminister/-in beim Taoiseach                                                          | Noel Treacy      | FF       | 29. September 2004 | –        | 14. Juni 2007      |
| Staatsminister/-in beim Taoiseach                                                          | Tom Kitt         | FF       | 29. September 2004 | –        | 14. Juni 2007      |
| Staatsminister im Außenministerium                                                         | Dick Roche       | FF       | 6. Juni 2002       | –        | 29. September 2004 |
| Staatsminister im Außenministerium                                                         | Tom Kitt         | FF       | 19. Juni 2002      | –        | 29. September 2004 |
| Staatsminister im Außenministerium                                                         | Noel Treacy      | FF       | 29. September 2004 | –        | 14. Juni 2007      |
| Staatsminister im Außenministerium                                                         | Conor Lenihan    | FF       | 5. Oktober 2004    | –        | 14. Juni 2007      |
| Staatsminister/-in im Ministerium für Bildung und Wissenschaft                             | Brian Lenihan    | FF       | 19. Juni 2002      | –        | 14. Juni 2007      |
| Staatsminister/-in im Ministerium für Bildung und Wissenschaft                             | Síle de Valera   | FF       | 19. Juni 2002      | –        | 12. Dezember 2006  |
| Staatsminister/-in im Ministerium für Bildung und Wissenschaft                             | Mary Hanafin     | FF       | 29. September 2004 | –        | 14. Juni 2007      |
| Staatsminister/-in im Ministerium für Bildung und Wissenschaft                             | Seán Haughey     | FF       | 12. Dezember 2006  | –        | 14. Juni 2007      |
| Staatsminister im Finanzministerium                                                        | Tom Parlon       | PD       | 19. Juni 2002      | –        | 14. Juni 2007      |
| Staatsminister im Ministerium für Gemeinwesen, ländliche Angelegenheiten und die Gaeltacht | Noel Ahern       | FF       | 19. Juni 2002      | –        | 14. Juni 2007      |
| Staatsminister im Ministerium für Gesundheit und Kinder                                    | Brian Lenihan    | FF       | 19. Juni 2002      | –        | 14. Juni 2007      |
| Staatsminister im Ministerium für Gesundheit und Kinder                                    | Ivor Callely     | FF       | 19. Juni 2002      | –        | 29. September 2004 |
| Staatsminister im Ministerium für Gesundheit und Kinder                                    | Tim O’Malley     | PD       | 19. Juni 2002      | –        | 14. Juni 2007      |
| Staatsminister im Ministerium für Gesundheit und Kinder                                    | Seán Power       | FF       | 29. September 2004 | –        | 14. Juni 2007      |
| Staatsminister im Ministerium für Justiz, Gleichstellung und Rechtsreform                  | Brian Lenihan    | FF       | 19. Juni 2002      | –        | 14. Juni 2007      |
| Staatsminister im Ministerium für Justiz, Gleichstellung und Rechtsreform                  | Willie O’Dea     | FF       | 19. Juni 2002      | –        | 29. September 2004 |
| Staatsminister im Ministerium für Justiz, Gleichstellung und Rechtsreform                  | Frank Fahey      | FF       | 29. September 2004 | –        | 14. Juni 2007      |
| Staatsminister im Ministerium für Kommunikation, Meeresangelegenheiten und Bodenschätze    | Pat Gallagher    | FF       | 29. September 2004 | –        | 14. Februar 2006   |
| Staatsminister im Ministerium für Kommunikation, Meeresangelegenheiten und Bodenschätze    | John Browne      | FF       | 19. Juni 2002      | –        | 29. September 2004 |
| Staatsminister im Ministerium für Kommunikation, Meeresangelegenheiten und Bodenschätze    | John Browne      | FF       | 14. Februar 2006   | –        | 14. Juni 2007      |
| Staatsminister/-in im Ministerium für Landwirtschaft und Ernährung                         | Liam Aylward     | FF       | 19. Juni 2002      | –        | 11. Juni 2004      |
| Staatsminister/-in im Ministerium für Landwirtschaft und Ernährung                         | Noel Treacy      | FF       | 19. Juni 2002      | –        | 29. September 2004 |
| Staatsminister/-in im Ministerium für Landwirtschaft und Ernährung                         | John Browne      | FF       | 29. September 2004 | –        | 14. Februar 2006   |
| Staatsminister/-in im Ministerium für Landwirtschaft und Ernährung                         | Brendan Smith    | FF       | 29. September 2004 | –        | 14. Juni 2007      |
| Staatsminister/-in im Ministerium für Landwirtschaft und Ernährung                         | Mary Wallace     | FF       | 14. Februar 2006   | –        | 14. Juni 2007      |
| Staatsminister im Ministerium für Umwelt und örtliche Verwaltung                           | Noel Ahern       | FF       | 19. Juni 2002      | –        | 10. Juni 2003      |
| Staatsminister im Ministerium für Umwelt und örtliche Verwaltung                           | Pat Gallagher    | FF       | 19. Juni 2002      | –        | 10. Juni 2003      |
| Staatsminister im Ministerium für Umwelt, nationales Erbe und örtliche Verwaltung          | Noel Ahern       | FF       | 10. Juni 2003      | –        | 14. Juni 2007      |
| Staatsminister im Ministerium für Umwelt, nationales Erbe und örtliche Verwaltung          | Pat Gallagher    | FF       | 10. Juni 2003      | –        | 29. September 2004 |
| Staatsminister im Ministerium für Umwelt, nationales Erbe und örtliche Verwaltung          | Batt O’Keeffe    | FF       | 29. September 2004 | –        | 14. Juni 2007      |
| Staatsminister im Ministerium für Unternehmen, Handel und Beschäftigung                    | Frank Fahey      | FF       | 19. Juni 2002      | –        | 29. September 2004 |
| Staatsminister im Ministerium für Unternehmen, Handel und Beschäftigung                    | Michael Ahern    | FF       | 19. Juni 2002      | –        | 14. Juni 2007      |
| Staatsminister im Ministerium für Unternehmen, Handel und Beschäftigung                    | Tony Killeen     | FF       | 29. September 2004 | –        | 14. Juni 2007      |
| Staatsminister im Ministerium für Unternehmen, Handel und Beschäftigung                    | Dick Roche       | FF       | 29. September 2004 | –        | 14. Juni 2007      |
| Staatsminister im Verkehrsministerium                                                      | Jim McDaid       | FF       | 19. Juni 2002      | –        | 05. Oktober 2004   |
| Staatsminister im Verkehrsministerium                                                      | Pat Gallagher    | FF       | 14. Februar 2006   | –        | 14. Juni 2007      |
| Staatsminister im Verkehrsministerium                                                      | Ivor Callely     | FF       | 29. September 2004 | –        | 08. Dezember 2005  |
| Staatsminister/-inin im Verteidigungsministerium                                           | Mary Hanafin     | FF       | 19. Juni 2002      | –        | 29. September 2004 |
| Staatsminister/-inin im Verteidigungsministerium                                           | Tom Kitt         | FF       | 29. September 2004 | –        | 14. Juni 2007      |
| Staatsminister/-inin im Verteidigungsministerium                                           | Willie O’Dea     | FF       | 29. September 2004 | –        | 14. Juni 2007      |

## Umbesetzungen und Umbenennungen
Am 19. Juni 2002 wurden folgende Ministerien umbenannt:
- Ministerium für Kunst, nationales Erbe, die Gaeltacht und die Inseln in Ministerium für Gemeinwesen, ländliche Angelegenheiten und die Gaeltacht
- Ministerium für Landwirtschaft, Ernährung und ländliche Entwicklung in Ministerium für Landwirtschaft und Ernährung
- Ministerium für Meeresangelegenheiten und Bodenschätze in Ministerium für Kommunikation, Meeresangelegenheiten und Bodenschätze
- Ministerium für öffentliche Unternehmen in Verkehrsministerium
- Ministerium für Soziales, Gemeinwesen und Familien in Ministerium für Soziales und Familien
- Ministerium für Tourismus, Sport und Erholung in Ministerium für Kunst, Sport und Tourismus

Am 10. März 2003 erfolgte die Umbenennung des Ministeriums für Umwelt und örtliche Verwaltung in Ministerium für Umwelt, nationales Erbe und örtliche Verwaltung.
Staatsminister Liam Aylward wurde ins Europaparlament gewählt und trat am 11. Juni 2004 zurück.
Am 29. September 2004 kam es zu einer Kabinettsumbildung. Verteidigungsminister Michael Smith und Landwirtschaftsminister Joe Walsh traten zurück, Finanzminister Charlie McCreevy wurde Kommissar für Binnenmarkt und Dienstleistungen in der Europäischen Kommission. Neue Kabinettsmitglieder waren die bisherigen Staatsminister Mary Hanafin, Willie O’Dea, und Dick Roche. Neue ernannte Staatsminister waren
Batt O’Keeffe, Tony Killeen, Seán Power und Brendan Smith sowie ab 5. Oktober 2004 Conor Lenihan.
Am 5. Oktober 2004 trat Staatsminister Jim McDaid zurück.
Staatsminister Ivor Callely erklärte am 8. Dezember 2005 seinen Rücktritt.
Am 14. Februar 2006 wurde Mary Wallace zur Staatsministerin ernannt.
Mary Harney erklärte am 7. September 2006 ihren Rücktritt als Vorsitzende der Progressive Democrats. Ihr Nachfolger als Parteivorsitzender wurde Justizminister Michael McDowell, der Harney am 13. September auch als Tánaiste folgte.
Staatsministerin Síle de Valera wurde am 12. Dezember 2006 durch Seán Haughey ersetzt.